# سافاش دينسيل
سافاش دينسيل (بالتركية: Halil Savaş Dinçel) (وُلد في 1 نيسان/أبريل 1942 وتوفيّ في 20 كانون الأوّل/ديسمبر 2007) هو ممثل تركي.

## الحياة المُبكّرة
وُلد سافاش دينسيل عام 1942 في مدينة إسطنبول. درسَ في مدرسة كوكا راج باشا الابتدائية ومدرسة إسطنبول إيرك الثانوية قبل أن يدرس المسرح في معهد إسطنبول البلدي. لفترة من الوقت؛ عمل كرسام كاريكاتير لصالح صحيفة غونيدن في مركز كوميدي التعليمي وعُرف برسومه الكاريكاتورية. عملَ في وقتٍ لاحقٍ في مسرح منير أوزكول ومسرح إيه إس تي وكذا فِي مسرح يو إيه إن-إيه آر قبل افتتاح مسرح مياترو فاتانداس.

## المسيرة المهنيّة
في عام 1997؛ مثّل سافاش دور عصمت إينونو في فيلم كورتولوس من إخراج زية أوزتان كما لعبَ دور بيربير آل في فيلم شارع الكوليرا من إخراج مصطفى ألتوكلار بالإضافةِ إلى دور عصمت إينونو مرة أخرى في فيلم جمهوريت الذي صدرَ عام 1998.
في عام 2000، حاز عن دوره هاسي في فيلم التسلل على جائزة أفضل ممثل في الدورة الـ 20 لـمهرجان إسطنبول كما نالَ جائزة شاسود السينمائية (بالتركية: ÇASOD) عن نفسِ الدور وفي ذاتِ الفيلم.
في عام 2002؛ لعب سافاش دور الأب نصرت في سلسلة خبز القوارب (بالتركية: Ekmek Teknesi) التي بثتها قناة إيه تي في. في عام 2006؛ شاركَ سافاش في فيلم العودة للمنزل (بالتركية: Eve Dönüş) للمخرج عمر وغور. بحلول 20 كانون الثاني/ديسمبر 2007؛ عانى دينسيل من نزيف داخلي وتوفي في مستشفى ميموريال في إسطنبول في نفسِ اليوم.

## وصلات خارجية
سافاش دينسيل على موقع IMDb (الإنجليزية)
- سافاش دينسيل على موقع ألو سيني (الفرنسية)
- سافاش دينسيل على موقع قاعدة بيانات الفيلم (الإنجليزية)
- سافاش دينسيل على موقع كينوبويسك (الروسية)